# Pseudochitinopoma pavimentata
Pseudochitinopoma pavimentata är en ringmaskart som beskrevs av Nishi 1999. Pseudochitinopoma pavimentata ingår i släktet Pseudochitinopoma och familjen Serpulidae. Inga underarter finns listade i Catalogue of Life.